# 郁久闾昭仪
郁久闾昭仪（?—?），中国北燕文成帝冯跋的昭仪，柔然蔼苦盖可汗斛律之女。
410年，柔然可汗斛律娶了冯跋女乐浪公主。414年，斛律想把女儿嫁给北燕王冯跋，斛律的侄儿步鹿真说：“幼女远嫁他国，难免忧思，最好是让大臣树黎等人之女作陪嫁。”斛律不许。步鹿真对树黎说：“可汗打算让你的女儿做陪嫁，远嫁到燕国去。”树黎害怕，与步鹿真商量，派壮士夜里在可汗帐篷外抓住斛律，把斛律父女一起送到北燕。树黎拥立步鹿真为可汗。斛律抵达北燕国都和龙（今辽宁省朝阳市），冯跋封他为上谷侯，让他在辽东定居，以宾礼待他，收纳他的女儿为昭仪。斛律上疏请求冯跋允许他回到柔然去，冯跋就：“现在，你已离开柔然万里之遥，国中也无内应，若用大军护送，军粮物资等实难供应，兵力太少又不足以获胜。”斛律请求给三百名骑兵，把他送到敕勒，由敕勒支持他。冯跋派单于前辅万陵率领三百骑兵护送斛律。万陵害怕劳苦疲惫，到达黑山，便把斛律杀掉回国。